# Occasional Rain
| Recensione | Giudizio |
| ---------- | -------- |
| AllMusic   |          |

Occasional Rain è un album di Terry Callier, pubblicato dall'etichetta discografica Cadet Records nel luglio del 1971.

## Tracce

### LP
Lato A
Testi e musiche di Terry Callier, eccetto dove indicato.
1. Segue # 1 – Go Head On – 0:38
2. Ordinary Joe – 4:19
3. Golden Circle # 317 – 3:33
4. Segue # 5 – Go Head On – 0:38
5. Trance on Sedgewick Street – 6:17
6. Do You Finally Need a Friend – 5:42 (Terry Callier, Carry Wade, Charles "Chas" Jones)

Lato B
Testi e musiche di Terry Callier.
1. Segue # 4 – Go Head On – 0:38
2. Sweet Edie-D – 5:00
3. Occasional Rain – 4:03
4. Segue # 2 – Go Head On – 0:38
5. Blues for Marcus – 3:29
6. Lean on Me – 6:28
7. Last Segue – Go Head On – 0:38

## Musicisti
- Terry Callier – chitarra, voce
- Leonard Pirani – pianoforte
- Charles Stepney – clavicembalo, organo
- Sydney Simms – basso
- Bob Crowder – batteria
- Kitty Haywood – voce soprano
- Minnie Riperton – voce soprano
- Shirley Wahls – voce contralto
- Earl Madison – violoncello (brani: "Trance on Sedgewick Street" e "Blues for Marcus")

Note aggiuntive
- Charles Stepney – produttore
- Registrazioni effettuate al "Ter-Mar Recording Studios" di Chicago, Illinois (Stati Uniti)
- Gary Starr – ingegnere delle registrazioni
- Michael Mendel – art direction e foto copertina album originale [3]